# Rhodomelaceae
Rhodomelaceae é uma família de algas vermelhas (Rhodophyta) que agrupa cerca de 125 géneros e mais de 700 espécies.

## Taxonomia
A família Rhodomelaceae inclui as seguintes tribos e géneros:
- Amansieae Schmitz, 1889
  - Adamsiella L.E.Phillips & W.A.Nelson, 2002
  - Amansia J.V.Lamouroux, 1809
  - Aneurianna L.E.Phillips, 2006
  - Enantiocladia Falkenberg, 1897
  - Epiglossum Kützing, 1849
  - Halopithys Kützing, 1843
  - Kentrophora S.M.Wilson & Kraft, 2001
  - Kuetzingia Sonder, 1845
  - Lenormandia Sonder, 1845
  - Melanamansia R.E.Norris, 1988
  - Nanopera S.M.Wilson & G.T.Kraft, 2000
  - Neurymenia J.Agardh, 1863
  - Osmundaria J.V.Lamouroux, 1813
  - Protokuetzingia Falkenberg, 1897
  - Rytiphlaea C.Agardh, 1817
  - Vidalia J.V.Lamouroux ex J.Agardh, 1863
- Bostrychieae 
  - Bostrychia Montagne, 1842
  - Stictosiphonia J.D.Hooker & Harvey, 1847
- Brongniartelleae 
  - Brongniartella Bory de Saint-Vincent, 1822
- Chondrieae 
  - Acanthophora J.V.Lamouroux, 1813
  - Benzaitenia Yendo, 1913
  - Chondria C.Agardh, 1817
  - Coeloclonium J.Agardh, 1876
  - Husseya J.Agardh, 1901
  - Ululania K.E.Apt & K.E.Schlech, 1998
- Herposiphonieae Schmitz & Falkenberg, 1897
  - Dipterosiphonia F.Schmitz & Falkenberg, 1897
  - Ditria Hollenberg, 1967
  - Gredgaria Womersley, 2003
  - Herpopteros Falkenberg, 1897
  - Herposiphonia Nägeli, 1846
  - Herposiphoniella Womersley, 2003
  - Tiparraria Womersley, 2003
- Heterocladieae 
  - Heterocladia Decaisne, 1841
- Laurencieae 
  - Chondrophycus (J.Tokida & Y.Saito) Garbary & J.T.Harper, 1998
  - Janczewskia Solms-Laubach, 1877
  - Laurencia J.V.Lamouroux, 1813
  - Laurenciella V.Cassano, Gil-Rodrüguez, Sentües, Düaz-Larrea, M.C.Oliveira & M.T.Fujii, 2012
  - Osmundea Stackhouse, 1809
  - Palisada K.W.Nam, 2007
  - Yuzurua (Nam) Martin-Lescanne, 2010
- Lophothalieae Schmitz & Falkenberg, 1897
  - Haplodasya Falkenberg, 1897
  - Lophothalia Kützing, 1849
  - Spirophycus A.J.K.Millar, 2000
  - Veleroa E.Y.Dawson, 1944
- Neotenophyceae 
  - Neotenophycus Kraft & I.A.Abbott, 2002
- Polysiphonieae Schmitz, 1889
  - Alleynea Womersley, 2003
  - Chiracanthia Falkenberg, 1897
  - Diplocladia Kylin, 1956
  - Echinothamnion Kylin, 1956
  - Lampisiphonia H.-G.Choi, Diaz Tapia & Bárbara, 2013
  - Lophosiphonia Falkenberg, 1897
  - Lophurella F.Schmitz, 1897
  - Neosiphonia M.-S.Kim & I.K.Lee, 1999
  - Perrinia Womersley, 2003
  - Pityophykos Papenfuss, 1958
  - Polysiphonia Greville, 1823
  - Symphyocolax M.S.Kim, 2010
  - Tolypiocladia F.Schmitz, 1897
  - Vertebrata S.F.Gray, 1821
  - Womersleyella Hollenberg, 1967
- Polyzonieae 
  - Cliftonaea (Harvey) Harvey, 1863
  - Dasyclonium J.Agardh, 1894
  - Echinosporangium Kylin, 1956
  - Polyzonia Suhr, 1834
- Pterosiphonieae 
  - Dictyomenia Greville, 1830
  - Heterostroma Kraft & M.J.Wynne, 1992
  - Pollexfenia Harvey, 1844
  - Polyostea Ruprecht, 1850
  - Pterosiphonia Falkenberg, 1897
  - Symphyocladia Falkenberg, 1897
  - Xiphosiphonia Savoie & G.W.Saunders, 2016
- Sonderelleae 
  - Lembergia Saenger, 1971
  - Sonderella F.Schmitz, 1897
- incertae sedis
  - Abbottella Hollenberg, 1967
  - Acrocystis Zanardini, 1872
  - Aiolocolax M.A.Pocock, 1956
  - Alsidium C.Agardh, 1827
  - Amplisiphonia Hollenberg, 1939
  - Antarctocolax Skottsberg, 1953
  - Aphanocladia Falkenberg, 1897
  - Ardissonula J.De Toni, 1936
  - Beringiella M.J.Wynne, 1980
  - Boergeseniella Kylin, 1956
  - Bostrychiocolax Zuccarello & J.A.West, 1994
  - Bryocladia F.Schmitz, 1897
  - Bryothamnion Kützing, 1843
  - Carpocaulon Kützing, 1843 (nomen dubium)
  - Chamaethamnion Falkenberg, 1897
  - Choreocolax Reinsch, 1875
  - Cladhymenia Harvey, 1845
  - Cladurus Falkenberg, 1897
  - Colacopsis De Toni, 1903
  - Ctenosiphonia Falkenberg, 1897
  - Dawsoniella Hollenberg, 1967
  - Dawsoniocolax  A.B.Joly & Yamaguishi-Tomita, 1970
  - Digenea C.Agardh, 1822
  - Digeneopsis Simons, 1970
  - Dipterocolax J.Morrill, 1977
  - Dolichoscelis J.Agardh, 1897
  - Doxodasya (F.Schmitz) Falkenberg, 1901
  - Echinophycus Huisman, 2001
  - Endosiphonia Zanardini, 1878
  - Enelittosiphonia Segi, 1949
  - Erythrocystis J.Agardh, 1876
  - Erythrostachys J.Agardh ex Jean White, 1912
  - Exophyllum Weber-van Bosse, 1911
  - Fernandosiphonia Levring, 1941
  - Gonatogenia J.Agardh, 1896
  - Harveyella F.Schmitz & Reinke, 1889
  - Hawaiia Hollenberg, 1967
  - Heterodasya Joly & Oliveira, 1966
  - Holotrichia F.Schmitz, 1897
  - Hutchinsia C.Agardh, 1817 (nomen dubium)
  - Jantinella Kylin, 1941
  - Kintarosiphonia S.Uwai & M.Masuda, 1999
  - Laurenciocolax A.D.Zinova & L.P.Perestenko, 1964
  - Leachiella Kugrens, 1982
  - Leptosiphonia Kylin, 1956
  - Leveillea Decaisne, 1839
  - Levringiella Kylin, 1956
  - Lophocladia F.Schmitz, 1893
  - Lophura Kützing, 1843 (nomen dubium)
  - Melanothamnus Bornet & Falkenberg, 1901
  - Meridiocolax J.Morrill, 1976
  - Metamorphe Falkenberg, 1897
  - Microcolax F.Schmitz, 1897
  - Micropeuce J.Agardh, 1899
  - Murayella 
  - Murrayella F.Schmitz, 1893
  - Neorhodomela Masuda, 1982
  - Odonthalia Lyngbye, 1819
  - Oligocladella P.C.Silva, 1996
  - Onychocolax M.A.Pocock, 1956
  - Ophidocladus Falkenberg, 1897
  - Pachychaeta Kützing, 1862
  - Periphykon Weber-van Bosse, 1929
  - Phaeocolax Hollenberg, 1967
  - Picconiella De Toni fil., 1936
  - Placophora J.Agardh, 1863
  - Pleurostichidium Heydrich, 1893
  - Pterochondria Hollenberg, 1942
  - Pterosiphoniella E.Y.Dawson, 1963
  - Pycnothamnion P.J.L.Dangeard, 1953
  - Rhodolachne M.J.Wynne, 1970
  - Rhodomela C.Agardh, 1822
  - Rhodomelopsis Pocock, 1953
  - Rodriguezella F.Schmitz, 1895
  - Rytiphloea 
  - Schizochlaenion M.J.Wynne & R.E.Norris, 1982
  - Spirocladia Børgesen, 1933
  - Sporoglossum Kylin, 1919
  - Stichothamnion Børgesen, 1930
  - Streblocladia F.Schmitz, 1897
  - Stromatocarpus Falkenberg, 1897
  - Tayloriella Kylin, 1938
  - Trichidium J.M.Noble & Kraft, 1984
  - Trigenea Sonder, 1845
  - Tylocolax F.Schmitz, 1897
  - Waldoia W.R.Taylor, 1962
  - Wilsonaea F.Schmitz, 1893
  - Wrightiella F.Schmitz, 1893